# Конвенто (Катанцаро)
Конвенто је насеље у Италији у округу Катанцаро, региону Калабрија.
Према процени из 2011. у насељу је живело 1 становника. Насеље се налази на надморској висини од 422 м.